# إسماعيل رودريغيز (مخرج)
إسماعيل رودريغيز (بالإسبانية: Ismael Rodríguez)‏ هو كاتب سيناريو ومنتج أفلام ومخرج مكسيكي، ولد في 19 أكتوبر 1917 في مدينة مكسيكو في المكسيك، وتوفي بنفس المكان في 7 أغسطس 2004 بسبب فشل تنفسي.

## وصلات خارجية
- إسماعيل رودريغيز على موقع IMDb (الإنجليزية)
- إسماعيل رودريغيز على موقع ألو سيني (الفرنسية)
- إسماعيل رودريغيز على موقع أول موفي (الإنجليزية)
- إسماعيل رودريغيز على موقع قاعدة بيانات الأفلام السويدية (السويدية)
- إسماعيل رودريغيز على موقع قاعدة بيانات الفيلم (الإنجليزية)
- إسماعيل رودريغيز على موقع كينوبويسك (الروسية)